# Yui Hatano
Yui Hatano (en japonés: 波多野 結衣/はたの ゆい; romanizado: Hatano Yui) (Kioto, 24 de mayo de 1988) es una actriz, AV Idol y gravure idol japonesa. Con una de las carreras más largas y prolíficas en la pornografía japonesa, Hatano, que ha aparecido en más de 3000 películas para adultos, si bien el portal IAFD solo le ha reconocido algo más de 110 producciones, entre ellas Encore 7, se convirtió en una de las caras más populares y reconocibles del AV nipón a nivel internacional. Su popularidad se traspasó al entretenimiento convencional (con apariciones en películas) y también a territorios internacionales, lo que le valió el apodo de Sekai no Hatano. Representada por la agencia T-Powers, fue miembro del grupo de idols T ♡ Project.

## Vida y carrera
Natural de Kioto, Hatano hizo su debut en la industria para adultos en 2008, cuando apareció por primera vez en Amateur Or More ZERO, Less Than Actress 07, filmación de julio de 2008 del sello Zero. etiqueta de la compañía Prestige, especializada en actrices amateurs. Antes de actuar en películas para adultos, se había graduado de una escuela de cosmetología e inicialmente había pensado en convertirse en una ídolo del huecograbado (gravure idol). Sin embargo, el competitivo y mal pagado mundo del huecograbado la obligó a buscar una carrera más lucrativa que resultó ser la de actuar en películas para adultos.
Los primeros lanzamientos de Hatano fueron mensuales bajo los sellos Prestige, h.m.p. y Befree; sin embargo, su popularidad comenzó a aumentar rápidamente y comenzó a aparecer en otras compañías como Attackers, Moodyz o Soft on Demand. Debido a su apariencia madura, a menudo ha sido elegida para roles de jukojo (ama de casa) o de hermana mayor. También se hizo conocida por su juego de roles flexible y su voluntad de aparecer en géneros más duros (violación simulada, roles lésbicos y BDSM). Hatano también ha aparecido regularmente en varios actos y eventos con otras AV Idols, especialmente con actrices como Chihiro Hara, AIKA, Ai Uehara, Tomoda Ayaka y Ruka Kanae. Su relación laboral más notable es su amistosa rivalidad con la AV Idol Hibiki Ōtsuki. La dupla "HibiHata" llegó a ser muy conocida en la industria nipona, apareciendo en decenas de películas para adultos desde 2013. En 2014, Hatano ganó el premio a la Mejor actriz en los DMM Adult Awards.
Siendo uno de los rostros más reconocibles de la industria AV nipona, Hatano también se hizo popular en Singapur y Taiwán, donde se la considera una doble de la popular actriz y modelo taiwanesa Lin Chi-ling. En una compilación de 2018 de las ventas AV en el minorista de comercio electrónico japonés Fanza, Hatano ocupó el primer lugar en la tabla de descargas digitales Top 10. También logró el mismo resultado en 2019, haciéndose también con el mayor número de ventas físicas.
Hatano ha tenido oportunidades de trabajar fuera de la industria audiovisual japonesa. Participó en la película china de 2013 Sou shen ji, una colección de breves historias sobrenaturales. También fue elegida para un papel principal en la película taiwanesa de 2015 Sashimi.
Además, incursionó en la industria de la música cuando se unió al grupo ídolo musical me-me*, que también presentaba a las AV Idols Shiori Kamisaki, Ruka Kanae y Maika. Lanzaron una campaña de crowdfunding para su primer álbum a través del sitio web japonés Campfire el 1 de noviembre de 2015. me-me* celebró su concierto final el 20 de marzo de 2016. Posteriormente pasó a formar parte de las idols del grupo T ♡ Project, junto con Hibiki Ōtsuki y Ruka Kanae.
El 26 de agosto de 2015, EasyCard Corporation de Taiwán anunció que Hatano aparecería en sus tarjetas de pago de transporte público. La corporación declaró que se lanzarían dos versiones coleccionables de la tarjeta, con un Hatano completamente vestido: una edición "diablo" y una edición "ángel". La decisión de EasyCard de presentar a la AV Idol generó críticas en Taiwán por parte de padres y grupos de defensa de las mujeres, quienes estaban preocupados por el uso de la imagen de una estrella de cine para adultos. Se formó una controversia adicional cuando se descubrió que una de las imágenes de la tarjeta se había utilizado anteriormente como portada de una de las películas para adultos de Hatano. EasyCard terminó adelante con la venta de las tarjetas de metro, que agotó toda su serie de 15 000 tarjetas en pocas horas.
En 2017, Hatano hizo una aparición especial en el programa de televisión pública taiwanesa Guess Who. Fue invitada a aprender más sobre la organización sin fines de lucro Hand Angel, que brinda servicios sexuales a personas con discapacidades físicas.
En el apartado de videojuegos, Hatano ha sido embajadora de juegos móviles como el RPG taiwanés Shén guǐ huànxiǎng en 2014. Prestó su voz y semejanza para interpretar a una anfitriona en Yakuza Kiwami y en la versión remasterizada de Yakuza 3 para PlayStation 4.